# Großer Preis von Bahrain 2008
Der Große Preis von Bahrain 2008 (offiziell 2008 Formula 1 Gulf Air Bahrain Grand Prix) fand am 6. April auf dem Bahrain International Circuit in as-Sakhir statt und war das dritte Rennen der Formel-1-Weltmeisterschaft 2008.

## Berichte

### Hintergrund
Nach dem Großen Preis von Malaysia führte Lewis Hamilton in der Fahrerwertung mit drei Punkten vor Kimi Räikkönen und Nick Heidfeld. In der Konstrukteurswertung führte McLaren-Mercedes mit fünf Punkten vor BMW Sauber und mit 13 Punkten vor Ferrari.
Mit Fernando Alonso (zweimal) und Felipe Massa (einmal) traten zwei ehemalige Sieger zu diesem Grand Prix an.

### Training
Im ersten freien Training fuhr Massa die schnellste Runde. Auf dem zweiten Platz lag sein Teamkollege Räikkönen vor Nico Rosberg.
Im zweiten freien Traning fuhr erneut Massa Bestzeit. Zweiter wurde wieder Räikkönen, Heikki Kovalainen Dritter.
Im dritten freien Training wurde Rosberg vor Massa Erster. Mark Webber belegte den dritten Rang.

### Qualifikation

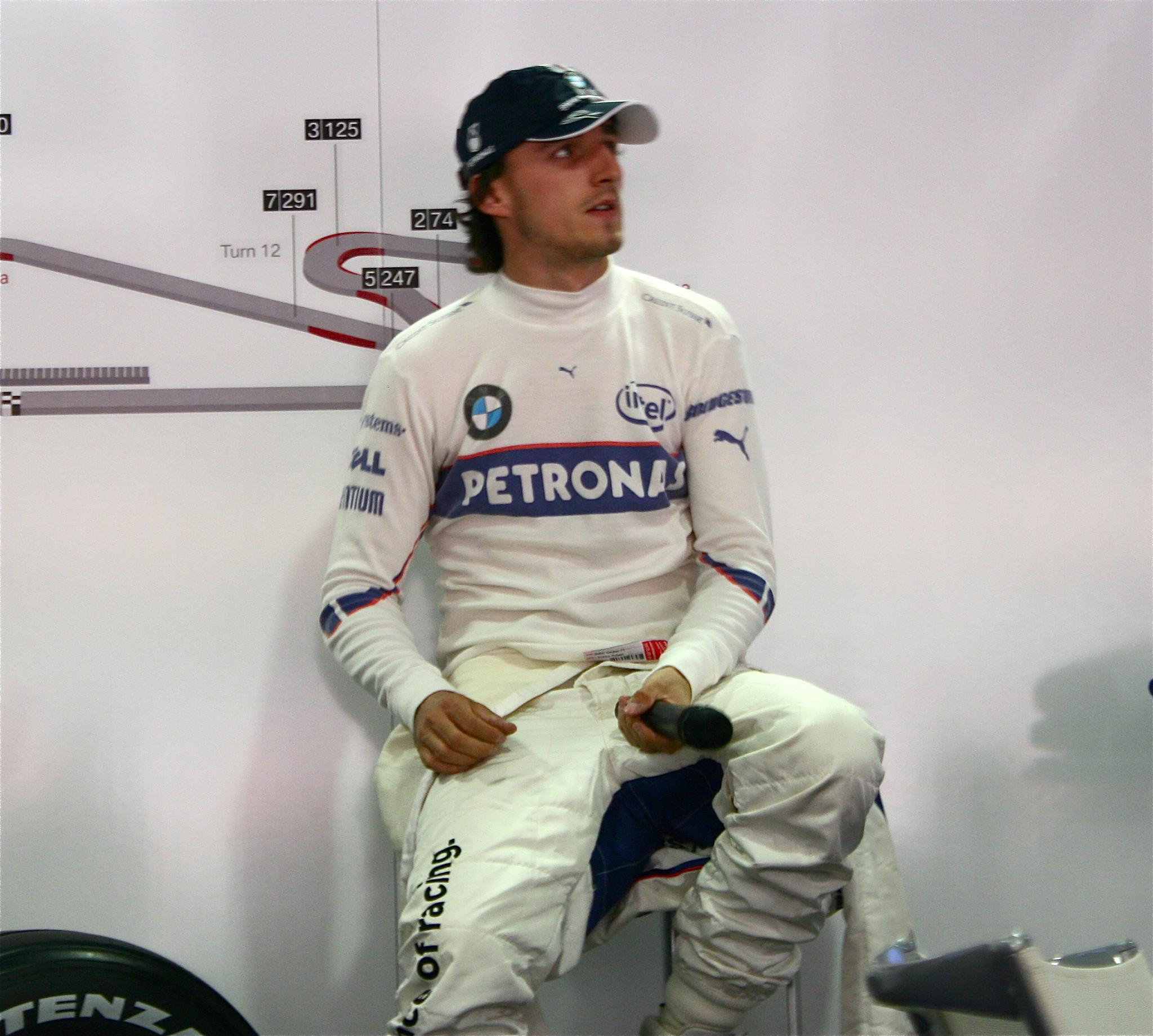
Polesetter Robert Kubica

Das Qualifying bestand aus drei Teilen mit einer Nettolaufzeit von 45 Minuten. Im ersten Qualifying-Segment (Q1) hatten die Fahrer 18 Minuten Zeit, um sich für das Rennen zu qualifizieren. Die besten 16 Fahrer erreichten den nächsten Teil. Massa war Schnellster. Beide Super Aguri, beide Force India, David Coulthard und Sebastian Vettel im Toro Rosso schieden aus.
Der zweite Abschnitt (Q2) dauerte 15 Minuten. Die schnellsten zehn Piloten qualifizierten sich für den dritten Teil des Qualifyings. Massa war erneut Schnellster. Webber, Rubens Barrichello, Timo Glock im Toyota, Nelson Piquet jr., Sébastien Bourdais und Kazuki Nakajima schieden aus.
Der letzte Abschnitt (Q3) ging über eine Zeit von zwölf Minuten, in denen die ersten zehn Startpositionen vergeben wurden. Kubica fuhr mit einer Rundenzeit von 1:33,096 Minuten überraschend die Bestzeit vor Massa und Hamilton. Es war sowohl seine als auch für das BMW Sauber-Team die erste Pole-Position überhaupt. Als Motorhersteller erzielte BMW bislang die 33. Pole-Positionen.

### Rennen
Massa gewann das Startduell gegen Kubica vor der ersten Kurve. Räikkönen kam ebenfalls in Runde 1 an dem BMW-Sauber vorbei. Dahinter reihten sich zunächst Kovalainen, Jarno Trulli, Heidfeld, Rosberg und Jenson Button ein. Hamilton erwischte einen schlechten Start, weil das Anti-Stall-System aktiviert wurde. Dadurch fiel der Brite auf Platz zehn zurück. Auf dem Weg nach vorne fuhr er bei einem Überholversuch seinem Rivalen Alonso ins Heck, wodurch er seinen Frontflügel verlor. Der anschließende Reparaturstopp warf ihn aus der Entscheidung um den Rennsieg.
Massa gewann schlussendlich seinen sechsten Grand Prix in der Formel 1 vor Räikkönen und Kubica. Für Ferrari war es insgesamt der 203. Sieg in der Formel-1-Weltmeisterschaft. Kovalainen erreichte bereits seine zweite schnellste Rennrunde in dieser Saison und insgesamt in der Formel 1.
Die schnellste Rennrunde fuhr Kovalainen in 1:33,193 Minuten.
In der Fahrerwertung übernahm Räikkönen die Spitzenposition vor Heidfeld und Hamilton. In der Konstrukteurswertung konnte sich BMW Sauber an die Spitze setzen, gefolgt von Ferrari und McLaren-Mercedes.

## Meldeliste
| Team                      | Nr. | Fahrer               | Chassis           | Motor                | Reifen |
| ------------------------- | --- | -------------------- | ----------------- | -------------------- | ------ |
| Scuderia Ferrari Marlboro | 01  | Kimi Räikkönen       | Ferrari F2008     | Ferrari 2.4 V8       | B      |
| Scuderia Ferrari Marlboro | 02  | Felipe Massa         | Ferrari F2008     | Ferrari 2.4 V8       | B      |
| BMW Sauber F1 Team        | 03  | Nick Heidfeld        | BMW Sauber F1.08  | BMW 2.4 V8           | B      |
| BMW Sauber F1 Team        | 04  | Robert Kubica        | BMW Sauber F1.08  | BMW 2.4 V8           | B      |
| ING Renault F1 Team       | 05  | Fernando Alonso      | Renault R28       | Renault 2.4 V8       | B      |
| ING Renault F1 Team       | 06  | Nelson Piquet jr.    | Renault R28       | Renault 2.4 V8       | B      |
| AT&T Williams             | 07  | Nico Rosberg         | Williams FW30     | Toyota 2.4 V8        | B      |
| AT&T Williams             | 08  | Kazuki Nakajima      | Williams FW30     | Toyota 2.4 V8        | B      |
| Red Bull Racing           | 09  | David Coulthard      | Red Bull RB4      | Renault 2.4 V8       | B      |
| Red Bull Racing           | 10  | Mark Webber          | Red Bull RB4      | Renault 2.4 V8       | B      |
| Panasonic Toyota Racing   | 11  | Jarno Trulli         | Toyota TF108      | Toyota 2.4 V8        | B      |
| Panasonic Toyota Racing   | 12  | Timo Glock           | Toyota TF108      | Toyota 2.4 V8        | B      |
| Scuderia Toro Rosso       | 14  | Sébastien Bourdais   | Toro Rosso STR2B  | Ferrari 2.4 V8       | B      |
| Scuderia Toro Rosso       | 15  | Sebastian Vettel     | Toro Rosso STR2B  | Ferrari 2.4 V8       | B      |
| Honda Racing F1 Team      | 16  | Jenson Button        | Honda RA108       | Honda 2.4 V8         | B      |
| Honda Racing F1 Team      | 17  | Rubens Barrichello   | Honda RA108       | Honda 2.4 V8         | B      |
| Super Aguri F1 Team       | 18  | Takuma Satō          | Super Aguri SA08  | Honda 2.4 V8         | B      |
| Super Aguri F1 Team       | 19  | Anthony Davidson     | Super Aguri SA08  | Honda 2.4 V8         | B      |
| Force India F1 Team       | 20  | Adrian Sutil         | Force India VJM01 | Ferrari 2.4 V8       | B      |
| Force India F1 Team       | 21  | Giancarlo Fisichella | Force India VJM01 | Ferrari 2.4 V8       | B      |
| Vodafone McLaren Mercedes | 22  | Lewis Hamilton       | McLaren MP4-23    | Mercedes-Benz 2.4 V8 | B      |
| Vodafone McLaren Mercedes | 23  | Heikki Kovalainen    | McLaren MP4-23    | Mercedes-Benz 2.4 V8 | B      |

Anmerkungen
1. ↑  McLaren-Mercedes fiel aufgrund einer Strafe infolge der Spionage-Affäre automatisch auf die letzte Position in der Teamrangliste.

## Klassifikationen

### Qualifying
| Pos. | Fahrer               | Konstrukteur        | Q1       | Q2       | Q3       | Start |
| ---- | -------------------- | ------------------- | -------- | -------- | -------- | ----- |
| 01   | Robert Kubica        | BMW Sauber          | 1:32,893 | 1:31,745 | 1:33,096 | 01    |
| 02   | Felipe Massa         | Ferrari             | 1:31,937 | 1:31,188 | 1:33,123 | 02    |
| 03   | Lewis Hamilton       | McLaren-Mercedes    | 1:32,750 | 1:31,922 | 1:33,292 | 03    |
| 04   | Kimi Räikkönen       | Ferrari             | 1:32,652 | 1:31,933 | 1:33,418 | 04    |
| 05   | Heikki Kovalainen    | McLaren-Mercedes    | 1:33,057 | 1:31,718 | 1:33,488 | 05    |
| 06   | Nick Heidfeld        | BMW Sauber          | 1:33,137 | 1:31,909 | 1:33,737 | 06    |
| 07   | Jarno Trulli         | Toyota              | 1:32,493 | 1:32,159 | 1:33,994 | 07    |
| 08   | Nico Rosberg         | Williams-Toyota     | 1:32,903 | 1:32,185 | 1:34,015 | 08    |
| 09   | Jenson Button        | Honda               | 1:32,793 | 1:32,362 | 1:35,057 | 09    |
| 10   | Fernando Alonso      | Renault             | 1:32,947 | 1:32,345 | 1:35,115 | 10    |
| 11   | Mark Webber          | Red Bull-Renault    | 1:33,194 | 1:32,371 | –        | 11    |
| 12   | Rubens Barrichello   | Honda               | 1:32,944 | 1:32,508 | –        | 12    |
| 13   | Timo Glock           | Toyota              | 1:32,800 | 1:32,528 | –        | 13    |
| 14   | Nelson Piquet jr.    | Renault             | 1:32,975 | 1:32,790 | –        | 14    |
| 15   | Sébastien Bourdais   | Toro Rosso-Ferrari  | 1:33,415 | 1:32,915 | –        | 15    |
| 16   | Kazuki Nakajima      | Williams-Toyota     | 1:33,386 | 1:32,943 | –        | 16    |
| 17   | David Coulthard      | Red Bull-Renault    | 1:33,433 | –        | –        | 17    |
| 18   | Giancarlo Fisichella | Force India-Ferrari | 1:33,501 | –        | –        | 18    |
| 19   | Sebastian Vettel     | Toro Rosso-Ferrari  | 1:33,562 | –        | –        | 19    |
| 20   | Adrian Sutil         | Force India-Ferrari | 1:33,845 | –        | –        | 20    |
| 21   | Anthony Davidson     | Super Aguri-Honda   | 1:34,140 | –        | –        | 21    |
| 22   | Takuma Satō          | Super Aguri-Honda   | 1:35,725 | –        | –        | 22    |

### Rennen
| Pos. | Fahrer               | Konstrukteur        | Runden | Stopps | Zeit        | Start | Schnellste Runde |
| ---- | -------------------- | ------------------- | ------ | ------ | ----------- | ----- | ---------------- |
| 01   | Felipe Massa         | Ferrari             | 57     | 2      | 1:31:06,970 | 02    | 1:33,600 (38.)   |
| 02   | Kimi Räikkönen       | Ferrari             | 57     | 2      | + 3,339     | 04    | 1:33,709 (35.)   |
| 03   | Robert Kubica        | BMW Sauber          | 57     | 2      | + 4,998     | 01    | 1:33,775 (55.)   |
| 04   | Nick Heidfeld        | BMW Sauber          | 57     | 2      | + 8,409     | 06    | 1:33,565 (48.)   |
| 05   | Heikki Kovalainen    | McLaren-Mercedes    | 57     | 2      | + 26,789    | 05    | 1:33,193 (49.)   |
| 06   | Jarno Trulli         | Toyota              | 57     | 2      | + 41,314    | 07    | 1:34,204 (45.)   |
| 07   | Mark Webber          | Red Bull-Renault    | 57     | 2      | + 45,473    | 11    | 1:34,305 (51.)   |
| 08   | Nico Rosberg         | Williams-Toyota     | 57     | 2      | + 55,889    | 08    | 1:34,072 (57.)   |
| 09   | Timo Glock           | Toyota              | 57     | 2      | + 1:09,500  | 13    | 1:34,807 (56.)   |
| 10   | Fernando Alonso      | Renault             | 57     | 2      | + 1:17,181  | 10    | 1:35,194 (35.)   |
| 11   | Rubens Barrichello   | Honda               | 57     | 2      | + 1:17,862  | 12    | 1:34,855 (40.)   |
| 12   | Giancarlo Fisichella | Force India-Ferrari | 56     | 2      | + 1 Runde   | 18    | 1:35,057 (56.)   |
| 13   | Lewis Hamilton       | McLaren-Mercedes    | 56     | 2      | + 1 Runde   | 03    | 1:35,520 (25.)   |
| 14   | Kazuki Nakajima      | Williams-Toyota     | 56     | 1      | + 1 Runde   | 16    | 1:35,433 (30.)   |
| 15   | Sébastien Bourdais   | Toro Rosso-Ferrari  | 56     | 2      | + 1 Runde   | 15    | 1:35,333 (33.)   |
| 16   | Anthony Davidson     | Super Aguri Honda   | 56     | 2      | + 1 Runde   | 21    | 1:35,324 (45.)   |
| 17   | Takuma Satō          | Super Aguri-Honda   | 56     | 2      | + 1 Runde   | 22    | 1:35,891 (56.)   |
| 18   | David Coulthard      | Red Bull-Renault    | 56     | 3      | + 1 Runde   | 17    | 1:35,351 (43.)   |
| 19   | Adrian Sutil         | Force India-Ferrari | 55     | 3      | + 2 Runden  | 20    | 1:35,442 (55.)   |
| –    | Nelson Piquet jr.    | Renault             | 40     | 2      | DNF         | 14    | 1:35,129 (31.)   |
| –    | Jenson Button        | Honda               | 19     | 2      | DNF         | 09    | 1:36,125 (11.)   |
| –    | Sebastian Vettel     | Toro Rosso-Ferrari  | 0      | 0      | DNF         | 19    | –                |

## WM-Stände nach dem Rennen
Die ersten acht des Rennens bekamen 10, 8, 6, 5, 4, 3, 2 bzw. 1 Punkt(e).

### Fahrerwertung
| Pos. | Fahrer            | Konstrukteur     | Punkte |
| ---- | ----------------- | ---------------- | ------ |
| 01   | Kimi Räikkönen    | Ferrari          | 19     |
| 02   | Nick Heidfeld     | BMW Sauber       | 16     |
| 03   | Lewis Hamilton    | McLaren-Mercedes | 14     |
| 04   | Robert Kubica     | BMW Sauber       | 14     |
| 05   | Heikki Kovalainen | McLaren-Mercedes | 14     |
| 06   | Felipe Massa      | Ferrari          | 10     |
| 07   | Jarno Trulli      | Toyota           | 8      |
| 08   | Nico Rosberg      | Williams-Toyota  | 7      |
| 09   | Fernando Alonso   | Renault          | 6      |
| 10   | Mark Webber       | Red Bull-Renault | 4      |
| 11   | Kazuki Nakajima   | Williams-Toyota  | 3      |

| Pos. | Fahrer               | Konstrukteur        | Punkte |
| ---- | -------------------- | ------------------- | ------ |
| 12   | Sébastien Bourdais   | Toro Rosso-Ferrari  | 2      |
| 13   | David Coulthard      | Red Bull-Renault    | 0      |
| 14   | Timo Glock           | Toyota              | 0      |
| 15   | Jenson Button        | Honda               | 0      |
| 16   | Rubens Barrichello   | Honda               | 0      |
| 17   | Nelson Piquet jr.    | Renault             | 0      |
| 18   | Giancarlo Fisichella | Force India-Ferrari | 0      |
| 19   | Anthony Davidson     | Super Aguri-Honda   | 0      |
| 20   | Takuma Satō          | Super Aguri-Honda   | 0      |
| 21   | Adrian Sutil         | Force India-Ferrari | 0      |
| –    | Sebastian Vettel     | Toro Rosso-Ferrari  | 0      |

### Konstrukteurswertung
| Pos. | Konstrukteur     | Punkte |
| ---- | ---------------- | ------ |
| 01   | BMW Sauber       | 30     |
| 02   | Ferrari          | 29     |
| 03   | McLaren-Mercedes | 24     |
| 04   | Williams-Toyota  | 10     |
| 05   | Toyota           | 8      |
| 06   | Renault          | 6      |

| Pos. | Konstrukteur        | Punkte |
| ---- | ------------------- | ------ |
| 07   | Red Bull-Renault    | 4      |
| 08   | Toro Rosso-Ferrari  | 2      |
| 09   | Honda               | 0      |
| 10   | Force India-Ferrari | 0      |
| 11   | Super Aguri-Honda   | 0      |